# 格倫菲爾德鎮區 (堪薩斯州戈夫縣)
格倫菲爾德鎮區（英語：Grainfield Township）為美國堪薩斯州戈夫縣轄下的鎮區。2010年美国人口普查中此鎮區人口有369人。

## 地理
格倫菲爾德鎮區涵蓋總面積為184.2平方（71.13平方英里），其中陸地面積為184.2平方（71.13平方英里），水域面積為0平方（0.00平方英里）或0.00%。海拔高度853（2,799英尺）。

## 人口統計
根據2010年美國人口普查，格倫菲爾德鎮區人口有369人，其中男性有180人，女性有189人，人口密度為每平方公里2.00人，住房計206戶。鎮區內的白人有369人，非裔美國人有0人，美洲原住民有0人，亞裔美國人有0人，太平洋島裔美國人有0人，其他種族有0人，混血種族則有0人。此外鎮區內有0人為西班牙裔或拉丁裔美國人。此鎮區之年齡中位數為50.2歲，而男性年齡中位數為49.0歲，女性年齡中位數為51.2歲。

## 交通

### 主要公路
- 70號州際公路
- 40號美國國道
- 23號堪薩斯州州道